# Parroquia Huachamacare
La parroquia de Huachamacare se encuentra ubicada en una región remota y montañosa en el noroeste del municipio de Alto Orinoco, dentro del estado Amazonas en Venezuela. Esta zona es conocida por ser una de las áreas más biodiversas del mundo, y es hogar de una gran variedad de especies animales y vegetales. 
La fundación de la parroquia se dio en el año 1997, el 18 de diciembre, cuando se creó también el municipio autónomo de Alto Orinoco y sus subdivisiones simultáneas. Desde entonces, la parroquia de Huachamacare ha experimentado un crecimiento constante en cuanto a población y desarrollo económico, aunque sigue siendo una zona muy rural y de difícil acceso.

## Demografía
La población total de la parroquia de Huachamacare es de 7.487 habitantes según el censo realizado en 2011. Su capital es la localidad de Acanaña.
A pesar de su belleza natural y su importancia ecológica, la parroquia de Huachamacare enfrenta diversos desafíos y problemas, como la falta de infraestructura y servicios básicos, así como la amenaza de la minería ilegal y la deforestación. A pesar de esto, la comunidad de Huachamacare es conocida por su hospitalidad y su fuerte sentido de la unidad y la cooperación, lo que les ha permitido enfrentar estos desafíos y mantener su forma de vida tradicional y sostenible.

## Geografía
El clima de la parroquia de Huachamacare es mayormente tropical y sub-trópical además de ser muy cálido y muy lluvioso, con precipitaciones anuales estimadas entre 2.500 y 3.299 mm, además de una temperatura media superior de 26 grados centígrados.

### Localidades
La Parroquia Huachamacare tiene sesenta localidades: Centro de La Esmeralda (capital del municipio), Centro de Acanaña (capital), Anaraña, Apuruhi, Arajameña, Asanaña, Boca Padamo, Buena Vista, Caño Alacrán, Caño Iguapo, Caño Palma (Curawa), Caño Tama-Tama, Cejal, Cerro Curagua, Chigüire, Culebra, Culebra Belén, Cuva, Faludiña, Guarinuma, Hatokoa, Hisihisi, Huachamacare, Iguajuña, Jererña, Jaroji, Kawanawë, Kios, Kojonamaña, Koparima, Lechoza, Majaraña, Marawiña, Maveni, Mawishiña, Mosho, Motorema, Nueva Holanda, Payarita, Piedrita, Punta Piaroa, Purima, Santa María de Guamato, El Sejal, Shakita, Shashana, Sipoi, Tacaré, Takamari, Tama-Tama, Tavari, Toki Shanamaña, Tumba, Venado, Warapana, Washiriña, Yajanama, Yanatuña, Yepropë y Yohope.

### Límites
- Al norte: Municipio Manapiare.
- Al sur: Parroquia Mavaca.
- Al este: Parroquia Marawaka.
- Al oeste: Municipio Atabapo.

### Cerro Huachamacare
El cerro Huachamacare, también llamado tepuy Huachamakari o Cerro Huachamacari, se encuentra ubicado en la parroquia denominada igual y forma parte del conocido macizo guayanés que recorre gran parte del sudeste venezolano, el cerro al igual que muchos otros similares está protegido como un monumento natural, su protección está bajo cargo del Parque nacional Duida-Marahuaca.